# Tornosinus niger
Tornosinus niger là một loài bướm đêm trong họ Erebidae.